# Botic van de Zandschulp
Botic van de Zandschulp (* 4. října 1995 Wageningen, Gelderland) je nizozemský profesionální tenista. Ve své dosavadní kariéře na okruhu ATP Tour vyhrál jeden deblový turnaj. Na challengerech ATP a okruhu ITF získal sedm titulů ve dvouhře a sedmnáct ve čtyřhře.
Na žebříčku ATP byl ve dvouhře nejvýše klasifikován v srpnu 2022 na 22. místě a ve čtyřhře v květnu 2023 na 60. místě. Trénuje ho bývalý nizozemský tenista Sven Groeneveld.
V nizozemském daviscupovém týmu debutoval v roce 2019 madridským finálovým turnajem. Ve skupinové fázi proti Kazachstánu prohrál úvodní dvouhru s Michailem Kukuškinem. Kazachstánci zvítězili 2:1 na zápasy. Do září 2024 v soutěži nastoupil k dvanácti mezistátním utkáním s bilancí 9–4 ve dvouhře a 0–0 ve čtyřhře.

## Tenisová kariéra
V rámci událostí okruhu ITF debutoval v srpnu 2011, když na Coldec Open v Apeldoornu, dotovaném 15 tisíci dolary, prohrál v úvodním kole s krajanem Nickem van der Meerem. První challenger ve dvouhře ovládl během října 2019 v Hamburku. Do finále úvodního ročníku postoupil přes nejvýše nasazeného a stého hráče žebříčku Salvatora Carusa z Itálie. V boji o titul přehrál Španěla Bernabého Zapatu Mirallese. V dané sezóně prolomil hranici první světové třístovky i dvoustovky.

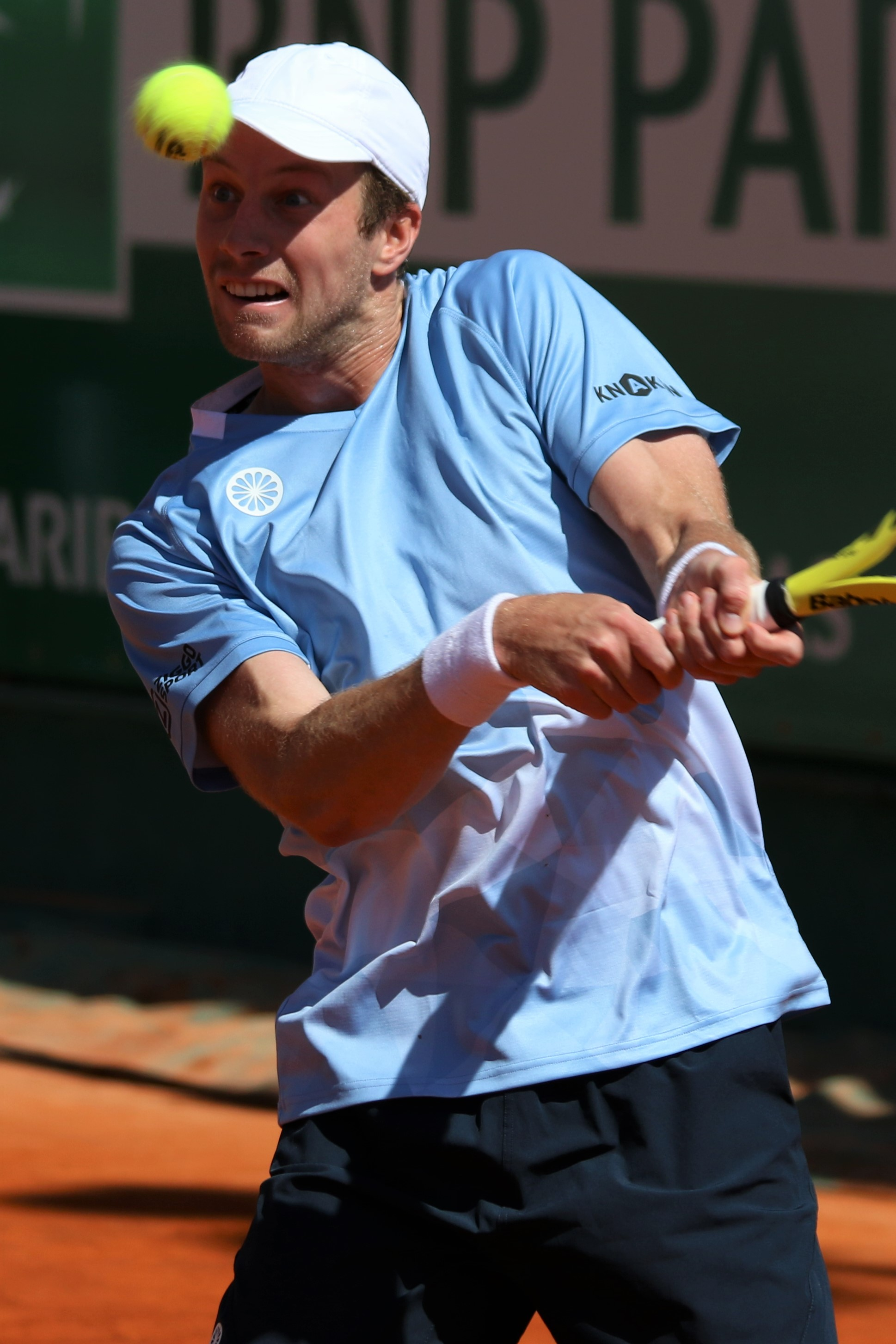
Bekhend na Monte-Carlo Masters 2022

Na okruhu ATP Tour debutoval únorovou přípravou australského grandslamu Great Ocean Road Open 2021 v Melbourne Parku. Ve třetím kole zdolal americkou světovou čtyřicítku Reilly Opelku, než jej ve čtvrtfinále zastavil dvacátý muž pořadí Karen Chačanov. Premiéru v hlavní soutěži nejvyšší grandslamové kategorie zaznamenal v mužském singlu Australian Open 2021 po zvládnuté tříkolové kvalifikaci. V úvodním kole melbournské dvouhry však nenašel recept na 17letého Španěla Carlose Alcaraze z druhé světové stovky. Kvalifikačním sítem prošel i na French Open 2021 a ve Wimbledonu 2021 až jako šťastný poražený po odstoupení Dominica Thiema. Na pařížské antuce otočil duel proti světové dvacítce Hubertu Hurkaczovi ze stavu 0–2 na sety. Ve druhém kole podlehl opět v pětisetové bitvě Španělu Alejandru Davidovichovi Fokinovi. Na londýnském pažitu v první fázi vyřadil francouzského kvalifikanta Grégoira Barrèreho. Poté odešel poražen od devátého muže klasifikace a pozdějšího finalisty Mattea Berrettiniho. 
Na US Open 2021 již přijížděl jako nizozemská jednička. Počtvrté během sezóny uspěl v grandslamové kvalifikaci. V navazující hlavní soutěži Flushing Meadows postoupil poprvé do osmifinále grandslamu, když ve druhém kole přehrál norskou světovou jedenáctku Caspera Ruuda a následně i dva Argentince, Facunda Bagnise a turnajovou jedenáctku Diega Schwartzmana. Ve čtvrtfinále nestačil na ruskou světovou dvojku Daniila Medveděva.
První titul na túře ATP vybojoval ve čtyřhře halového European Open 2022. V páru s krajanem Tallonem Griekspoorem ve finále zdolali indicko-nizozemské turnajové dvojky Rohana Bopannu s Matwém Middelkoopem. Jako pár do turnaje přitom vstupovali bez jediné výhry se zápasovou bilancí 0–4.
V letech 2022 a 2023 jej ve finále mnichovského BMW Open  porazil dánský teenager Holger Rune. Poprvé musel dánské světové sedmdesátce skrečovat pro bolest na hrudi během úvodní sady. Podruhé ztratil v závěrečné sadě finále náskok 5–2 a 40:15 na podání. Poté, co nedokázal využít čtyři mečboly, proměnil devátý hráč žebříčku první mečbol v rozhodujícím tiebreaku.

## Finále na okruhu ATP Tour
| Legenda                       |
| ----------------------------- |
| D – dvouhra; Č – čtyřhra      |
| Grand Slam (0)                |
| Turnaj mistrů (0)             |
| ATP Tour Masters 1000 (0–1 Č) |
| ATP Tour 500 (0–1 Č)          |
| ATP Tour 250 (0–2 D; 1–1 Č)   |

### Dvouhra: 2 (0–2)
| Stav      | č. | datum       | turnaj           | kategorie | povrch | soupeř ve finále | výsledek           |
| --------- | -- | ----------- | ---------------- | --------- | ------ | ---------------- | ------------------ |
| Finalista | 1. | květen 2022 | Mnichov, Německo | ATP 250   | antuka | Holger Rune      | 4–3skreč           |
| Finalista | 2. | duben 2023  | Mnichov, Německo | ATP 250   | antuka | Holger Rune      | 4–6, 6–1, 6–7(3–7) |

### Čtyřhra: 4 (1–3)
| Stav      | č. | datum       | turnaj                | kategorie    | povrch    | spoluhráč          | soupeři ve finále              | výsledek              |
| --------- | -- | ----------- | --------------------- | ------------ | --------- | ------------------ | ------------------------------ | --------------------- |
| Vítěz     | 1. | říjen 2022  | Antverpy, Belgie      | ATP 250      | tvrdý (h) | Tallon Griekspoor  | Rohan Bopanna Matwé Middelkoop | 3–6, 6–3, [10–5]      |
| Finalista | 1. | únor 2023   | Dauhá, Katar          | ATP 250      | tvrdý     | Constant Lestienne | Rohan Bopanna Matthew Ebden    | 7–6(7–5), 4–6, [6–10] |
| Finalista | 2. | květen 2023 | Řím, Itálie           | Masters 1000 | antuka    | Robin Haase        | Hugo Nys Jan Zieliński         | 5–7, 1–6              |
| Finalista | 3. | únor 2024   | Rotterdam, Nizozemsko | ATP 500      | tvrdý (h) | Robin Haase        | Wesley Koolhof Nikola Mektić   | 3–6, 5–7              |

## Tituly na challengerech ATP a okruhu ITF
| Legenda                |
| ---------------------- |
| Challengery (1 D; 1 Č) |
| ITF (6 D; 16 Č)        |

### Dvouhra (7 titulů)
| Č. | datum         | turnaj                        | povrch    | poražený finalista      | výsledek                |
| -- | ------------- | ----------------------------- | --------- | ----------------------- | ----------------------- |
| 1. | srpen 2016    | Rotterdam, Nizozemsko         | antuka    | Boy Westerhof           | 6–2, 6–4                |
| 2. | srpen 2016    | Schoonhoven, Nizozemsko       | antuka    | Jesse Huta Galung       | bez boje                |
| 3. | listopad 2016 | Pärnu, Estonsko               | tvrdý     | Vladimir Ivanov         | 6–2, 6–4                |
| 4. | leden 2019    | Nussloch, Německo             | koberec   | Peter Heller            | 6–2, 6–2                |
| 5. | duben 2019    | Bolton, Velká Británie        | tvrdý     | Igor Sijsling           | 7–6(7–2), 6–7(6–8), 7–5 |
| 6. | květen 2019   | Prijedor, Bosna a Hercegovina | antuka    | Vlad Andrei Dancu       | 6–4, 6–4                |
| 1. | říjen 2019    | Hamburk, Německo              | tvrdý (h) | Bernabe Zapata Miralles | 6–3, 5–7, 6–1           |

### Čtyřhra (17 titulů)
| Č.  | datum         | turnaj                        | povrch  | spoluhráč          | poražení finalisté                      | výsledek               |
| --- | ------------- | ----------------------------- | ------- | ------------------ | --------------------------------------- | ---------------------- |
| 1.  | srpen 2016    | Ostende, Belgie               | antuka  | Paul Monteban      | Evan Furness Ugo Humbert                | 3–6, 7–5, [10–5]       |
| 2.  | říjen 2016    | Tallinn, Estonsko             | tvrdý   | Niels Lootsma      | Karol Beck Artěm Dubrivnyj              | 6–3, 5–7, [10–6]       |
| 3.  | leden 2017    | Aktobe, Kazachstán            | tvrdý   | Niels Lootsma      | Vladyslav Manafov Alexandr Pavljučenkov | 6–4, 6–4               |
| 4.  | červen 2017   | Alkmaar, Nizozemsko           | antuka  | Boy Westerhof      | Patrick Kypson Sam Riffice              | 6–2, 5–7, [14–12]      |
| 5.  | červen 2017   | Breda, Nizozemsko             | antuka  | Boy Westerhof      | Jesse Timmermans Tim Van Terheijden     | 6–1, 7–5               |
| 6.  | červenec 2017 | Amstelveen, Nizozemsko        | antuka  | Boy Westerhof      | Niels Lootsma Christoph Negritu         | 6–1, 6–7(4–7), [10–3]  |
| 7.  | srpen 2017    | Rotterdam, Nizozemsko         | antuka  | Boy Westerhof      | Nick Chappell Hunter Reese              | 6–1, 6–3               |
| 8.  | srpen 2017    | Schoonhoven, Nizozemsko       | antuka  | Boy Westerhof      | Glenn Smits Colin Van Beem              | 6–2, 3–2skreč          |
| 1.  | srpen 2017    | Alphen, Nizozemsko            | antuka  | Boy Westerhof      | Alexandar Lazov Volodymyr Užylovskyj    | 7–6(8–6), 7–5          |
| 9.  | červen 2018   | Alkmaar, Nizozemsko           | antuka  | Roy De Valk        | Michiel De Krom Ryan Nijboer            | 6–2, 6–3               |
| 10. | červenec 2018 | Haag, Nizozemsko              | antuka  | Tim Van Terheijden | Gijs Brouwer Jelle Sels                 | 3–6, 6–3, [11–9]       |
| 11. | srpen 2018    | Rotterdam, Nizozemsko         | antuka  | Glenn Smits        | Mariano Kestelboim Felipe Mantilla      | 7–5, 7–5               |
| 12. | září 2018     | Plaisir, Francie              | tvrdý   | Glenn Smits        | Yannick Mertens Hugo Voljacques         | 6–7(6–8), 6–4, [10–6]  |
| 13. | únor 2019     | Kaarst, Německo               | koberec | Igor Sijsling      | Mats Rosenkranz Mark Whitehouse         | 6–4, 6–4               |
| 14. | březen 2019   | Šarm aš-Šajch, Egypt          | tvrdý   | Igor Sijsling      | S. D. Prajwal Dev Adil Kaljanpur        | 7–6(10–8), 2–6, [10–6] |
| 15. | duben 2019    | Angers, Francie               | antuka  | Jeroen Vanneste    | A. Cornut-Chauvinc Arthur Reymond       | 6–4, 7–6(7–3)          |
| 16. | květen 2019   | Prijedor, Bosna a Hercegovina | antuka  | Igor Sijsling      | Ljubomir Celebić Nerman Fatić           | 3–6, 6–3, [10–4]       |